# 加薩戰役 (前312年)
加薩戰役（Battle of Gaza）， 是第三次繼業者之戰中托勒密（埃及總督）與德米特里（安提柯之子）之間的一場戰役。 

## 前言
在第二次繼業者之戰後，安提柯的勢力大為增長，這引起其他繼業者如托勒密、利西馬科斯及卡山德聯合起來，並向安提柯要求恢復塞琉古的領地，並割讓土地給其他繼業者。安提柯對於這份最後通牒不予理會，爆發第三次繼業者之戰。安提柯開始派軍侵略敘利亞、比提尼亞和卡里亞。
安提柯自身前往西部與卡山德對抗，並派遣其子德米特里帶著10,000名傭兵、2,000名馬其頓方陣、4,400名騎兵、43頭戰象和一些輕裝步兵留在敘利亞。托勒密在從奇里乞亞的海上突襲後回到埃及，開始計畫對敘利亞全面入侵。於是托勒密率領18,000名步兵及4,000名騎兵離開埃及，於前312年與投靠托勒密帳下的塞琉古進軍至加薩。德米特里得到報告後，雖然遭到屬下勸阻但決定與托勒密決戰，兩軍於加薩附近展開會戰。

## 佈署
原先托勒密和塞琉古把較多的騎兵佈署在自軍左翼，德米特里於是依斜型陣列佈署，增強左翼實力，並命令自軍右翼騎兵盡量延遲戰鬥。然而，當托勒密從斥侯得知德米特里的陣型，立刻改變佈署，把精銳的3,000名騎兵集中到右翼，並在騎兵前方放置反戰象的裝置，這些反戰象裝置可能是鐵蒺藜，並用鏈條串連起來，還在那裏佈署標槍兵和弓箭手來抵禦敵方戰象。中央由18,000名士兵組成方陣，左翼為1,000名騎兵。
| 德米特里                                                                     | 托勒密                                                        |  |
| ---------------------------------------------------------------------------- | ------------------------------------------------------------- |  |
| 德米特里軍左翼 - 2,900名騎兵及30頭戰象（由德米特里指揮） - 1,500名輕裝步兵   | 托勒密軍右翼 - 3,000名騎兵（由托勒密指揮） - 一些弓兵和標槍兵 |  |
| 德米特里軍中央 - 11,000名步兵組成馬其頓方陣 - 戰列前沿佈署13頭戰象和輕裝部隊 | 托勒密軍中央 - 18,000名士兵組成馬其頓方陣                     |  |
| 德米特里軍右翼 - 1,500名騎兵                                                 | 托勒密軍左翼 - 1,000名騎兵                                    |  |

## 戰鬥
戰役從雙方精銳騎兵相互戰鬥開始，起初德米特里在自軍左翼與托勒密騎兵前哨作戰占有優勢，然而托勒密和塞琉古迅速增援，並攻擊德米特里軍左翼的側翼，這使得雙方戰鬥互均力敵，雙方騎士在長槍折斷後拔劍作戰。而在雙方騎兵混戰之時，德米特里下令戰象開始前進，希望戰象的出現能讓敵方士氣受挫。當戰象接近托勒密軍時，德米特里軍的標槍兵和弓箭手開始射擊，而一些戰象因為踩到鐵蒺藜的原故，開始失去控制而發狂亂竄。殘餘戰象上的騎手因遭到托勒密軍近距離射擊而陣亡，戰象因而讓托勒密軍捕獲。
戰象損失的同時，德米特里左翼的騎兵漸漸不敵，許多騎兵也一個接著一個逃亡，德米特里被迫往後撤退並試圖重整隊形，但一直撤至快到加薩才恢復騎兵隊形，讓後方追擊德米特里騎兵的托勒密軍不敢輕易攻擊。但德米特里的步兵卻是丟棄他們的盔甲整隊撤離，德米特里準備直接越過加薩而不進城，但士兵們為了擔心自己的行囊，蜂擁進入加薩，造成一片混亂。隨後的托勒密軍趁著這個機會，趁著加薩城門未關閉前攻入這座城市。托勒密獲得戰役勝利。

## 戰後
德米特里此役損失500名士兵、所有的戰象，另有8,000人被俘。德米特里被迫撤退到腓尼基的的黎波里，使托勒密得到西頓和泰爾等地區。而此戰中，安提柯所任命的巴比倫尼亞總督培松陣亡，於是塞琉古帶著托勒密給予的800名步兵、200名騎兵以及50名逃離巴比倫的屬下，趁機回到巴比倫收復他的領地。

## 外部連結
- Lecture Notes for Week Fourteen （英文）